# LMFA 2021
La LMFA 2021 è l'8ª edizione del campionato di football a 9, organizzato dalla FMFA.

## Squadre partecipanti
| Club                  | Città       | Stadio | Sponsor ufficiale | Risultato nella stagione 2020 |
| --------------------- | ----------- | ------ | ----------------- | ----------------------------- |
| Alcorcón Smilodons    | Alcorcón    |        |                   |                               |
| Camioneros de Coslada | Coslada     |        |                   |                               |
| Fuenlabrada Toros     | Madrid      |        |                   |                               |
| Madrid Capitals       | Madrid      |        |                   |                               |
| Majadahonda Wildcats  | Majadahonda |        |                   |                               |
| Móstoles Templars     | Móstoles    |        |                   |                               |
| Pinto Goldbats        | Pinto       |        |                   |                               |
| Tres Cantos Jabatos   | Tres Cantos |        |                   |                               |

## Stagione regolare

### Calendario

#### 1ª giornata
| Alcorcón 6 febbraio 2021, ore 17:00 | Alcorcón Smilodons | 34 – 0 | Fuenlabrada Toros |  |

| Coslada 7 febbraio 2021, ore 12:00 | Camioneros de Coslada | 54 – 6 | Pinto Goldbats |  |

| Vallecas 7 febbraio 2021, ore 16:30 | Madrid Capitals | 0 – 6 | Majadahonda Wildcats |  |

#### 2ª giornata
| Pinto 20 febbraio 2021, ore 17:30 | Pinto Goldbats | 16 – 13 | Tres Cantos Jabatos |  |

| Móstoles 21 febbraio 2021, ore 10:00 | Móstoles Templars | 0 – 28 | Alcorcón Smilodons | Móstoles I.C. |

#### 3ª giornata
| Coslada 7 marzo 2021, ore 12:00 | Camioneros de Coslada | 56 – 0 | Fuenlabrada Toros |  |

| Vallecas 7 marzo 2021, ore 16:30 | Madrid Capitals | 26 – 12 | Móstoles Templars |  |

#### Recuperi 1
| Tres Cantos 14 marzo 2021, ore 16:00 | Tres Cantos Jabatos | 39 – 0 | Majadahonda Wildcats |  |

#### 4ª giornata
| Fuenlabrada 20 marzo 2021, ore 16:30 | Fuenlabrada Toros | 0 – 31 | Tres Cantos Jabatos |  |

| Móstoles 21 marzo 2021, ore 12:00 | Móstoles Templars | 0 – 40 | Camioneros de Coslada | Móstoles I.C. |

| Majadahonda 21 marzo 2021, ore 12:00 | Majadahonda Wildcats | 0 – 43 | Pinto Goldbats |  |

#### 5ª giornata
| Pinto 27 marzo 2021, ore 17:30 | Pinto Goldbats | 16 – 12 | Fuenlabrada Toros |  |

| Tres Cantos 28 marzo 2021, ore 16:00 | Tres Cantos Jabatos | 34 – 0 | Móstoles Templars |  |

| Vallecas 28 marzo 2021, ore 16:30 | Madrid Capitals | 0 – 34 | Alcorcón Smilodons |  |

#### 6ª giornata
| Móstoles 18 aprile 2021, ore 11:00 | Móstoles Templars | 6 – 10 | Pinto Goldbats | Móstoles I.C. |

| Alcorcón 18 aprile 2021, ore 17:30 | Alcorcón Smilodons | 7 – 18 | Camioneros de Coslada |  |

#### Recuperi e anticipi 2
| Pinto 24 aprile 2021, ore 17:30 | Pinto Goldbats | 6 – 0 | Madrid Capitals |  |

| Fuenlabrada 24 aprile 2021, ore 17:30 | Fuenlabrada Toros | 57 – 0 | Majadahonda Wildcats |  |

#### 7ª giornata
| Coslada 8 maggio 2021, ore 16:00 | Camioneros de Coslada | 40 – 6 | Madrid Capitals |  |

| Tres Cantos 9 maggio 2021, ore 16:00 | Tres Cantos Jabatos | 7 – 32 | Alcorcón Smilodons |  |

#### 8ª giornata
| Majadahonda 22 maggio 2021, ore 16:00 | Majadahonda Wildcats | 0 – 56 | Camioneros de Coslada |  |

| Móstoles 23 maggio 2021, ore 11:00 | Móstoles Templars | 4 – 20 | Fuenlabrada Toros | Móstoles I.C. |

| Vallecas 23 maggio 2021, ore 16:30 | Madrid Capitals | 14 – 40 | Tres Cantos Jabatos |  |

| Alcorcón 23 maggio 2021, ore 17:30 | Alcorcón Smilodons | 26 – 0 | Pinto Goldbats |  |

#### 9ª giornata
| Majadahonda 29 maggio 2021, ore 16:00 | Majadahonda Wildcats | 1 – 0 (a tavolino) | Móstoles Templars |  |

| Tres Cantos 30 maggio 2021, ore 16:00 | Tres Cantos Jabatos | 6 – 32 | Camioneros de Coslada |  |

#### 10ª giornata
| Majadahonda 5 giugno 2021, ore 16:00 | Majadahonda Wildcats | 22 – 51 | Alcorcón Smilodons |  |

| Fuenlabrada 5 giugno 2021, ore 17:00 | Fuenlabrada Toros | 24 – 6 | Madrid Capitals |  |

### Classifica
La classifica della regular season è la seguente:
- PCT = percentuale di vittorie, G = partite giocate, V = partite vinte,  P = partite perse, PF = punti fatti, PS = punti subiti

| Pos. | Squadra               | PCT   | G | V | N | P | PF  | PS  |
| ---- | --------------------- | ----- | - | - | - | - | --- | --- |
| 1    | Camioneros de Coslada | 1.000 | 7 | 7 | 0 | 0 | 296 | 25  |
| 2    | Alcorcón Smilodons    | .857  | 7 | 6 | 0 | 1 | 212 | 47  |
| 3    | Pinto Goldbats        | .714  | 7 | 5 | 0 | 2 | 97  | 111 |
| 4    | Tres Cantos Jabatos   | .571  | 7 | 4 | 0 | 3 | 170 | 96  |
| 5    | Fuenlabrada Toros     | .429  | 7 | 3 | 0 | 4 | 113 | 147 |
| 6    | Majadahonda Wildcats  | .286  | 7 | 2 | 0 | 5 | 29  | 246 |
| 7    | Madrid Capitals       | .143  | 7 | 1 | 0 | 6 | 52  | 162 |
| 8    | Móstoles Templars     | .000  | 7 | 0 | 0 | 7 | 22  | 159 |

## Playoff

### Tabellone
|  | Semifinali | Semifinali            | Semifinali |                    |    | VIII Final de la LMFA9 | VIII Final de la LMFA9 | VIII Final de la LMFA9 |  |
|  |            |                       |            |                    |    |                        |                        |                        |  |
|  | 1          | Camioneros de Coslada | 16         |                    |    |                        |                        |                        |  |
|  | 1          | Camioneros de Coslada | 16         |                    |    |                        |                        |                        |  |
|  | 4          | Tres Cantos Jabatos   | 12         |                    |    |                        |                        |                        |  |
|  | 4          | Tres Cantos Jabatos   | 12         |                    | 1  | Camioneros de Coslada  | 20                     |                        |  |
|  |            |                       |            |                    | 1  | Camioneros de Coslada  | 20                     |                        |  |
|  |            |                       | 2          | Alcorcón Smilodons | 19 |                        |                        |                        |  |
|  | 2          | Alcorcón Smilodons    | 2          | Alcorcón Smilodons | 19 | 14                     |                        |                        |  |
|  | 2          | Alcorcón Smilodons    |            |                    |    |                        |                        |                        |  |
|  | 3          | Pinto Goldbats        | 0          |                    |    |                        |                        |                        |  |

### Semifinali
| Coslada 12 giugno 2021, ore 18:30 | Camioneros de Coslada | 16 – 12 | Tres Cantos Jabatos |  |

| Alcorcón 20 giugno 2021, ore 11:00 | Alcorcón Smilodons | 14 – 0 | Pinto Goldbats |  |

### VIII Final de la LMFA
| Alcorcón 27 giugno 2021, ore 11:00 | Camioneros de Coslada | 20 – 19 | Alcorcón Smilodons |  |

## Verdetti
- Camioneros de Coslada Campioni della LMFA (3º titolo)